# Jack the Nipper II
Jack the Nipper... II in Coconut Capers (ook wel Jack the Nipper 2) is een computerspel dat werd ontwikkeld en uitgegeven door Gremlin Graphics Software. Het spel werd uitgebracht in 1987 voor verschillende homecomputers. Het platform spel heeft 192 schermen. De hoofdpersoon is Jack, die start met negen levens, geen wapen.

## Releases
- Amstrad CPC (1987)
- Commodore 64 (1987)
- MSX (1987)
- ZX Spectrum (1987)

## Ontvangst
| Beoordeeld door                       | Platform     | Datum         | Score |
| ------------------------------------- | ------------ | ------------- | ----- |
| Your Sinclair                         | ZX Spectrum  | december 1987 | 90%   |
| The Games Machine (GB)                | Commodore 64 | december 1987 | 84%   |
| The Games Machine (GB)                | ZX Spectrum  | december 1987 | 81%   |
| The Games Machine (GB)                | Amstrad CPC  | december 1987 | 74%   |
| ACE (Advanced Computer Entertainment) | ZX Spectrum  | december 1987 | 71%   |
| Power Play                            | Commodore 64 | 1987          | 70%   |
| CPC Game Reviews                      | Amstrad CPC  | 2004          | 70%   |